# قائمة البعثات الدبلوماسية النرويجية

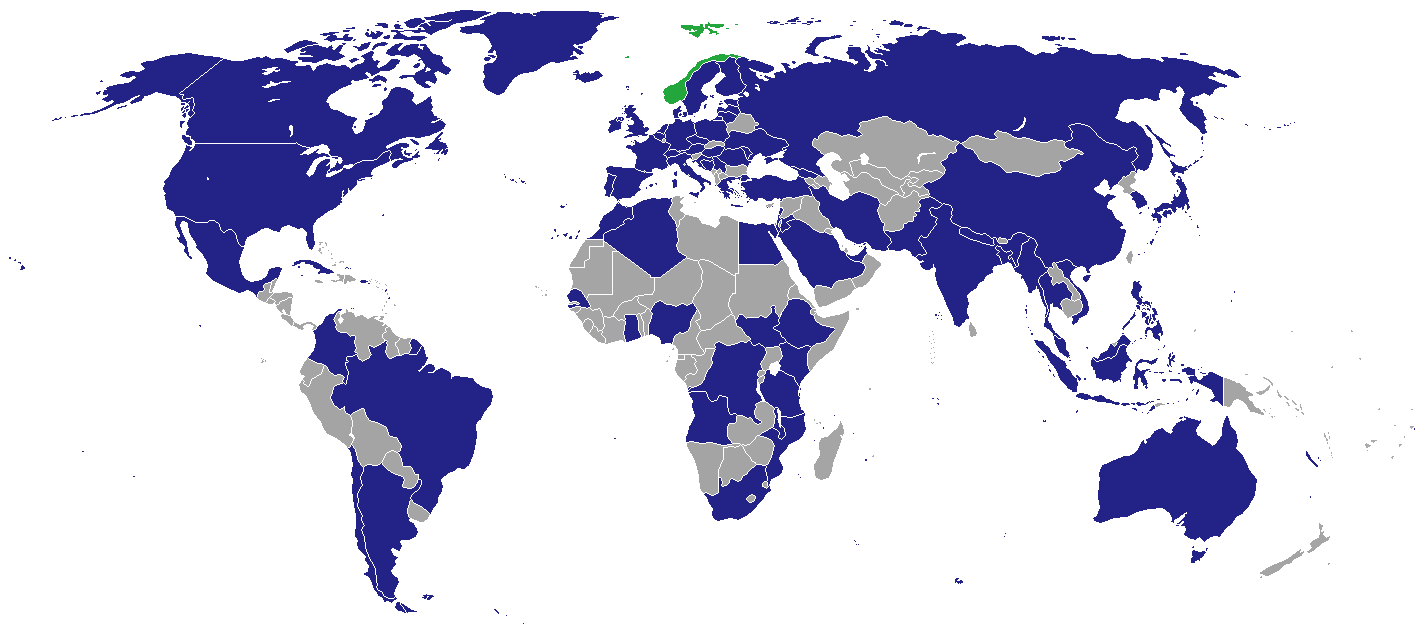
البعثات الدبلوماسية النرويجية

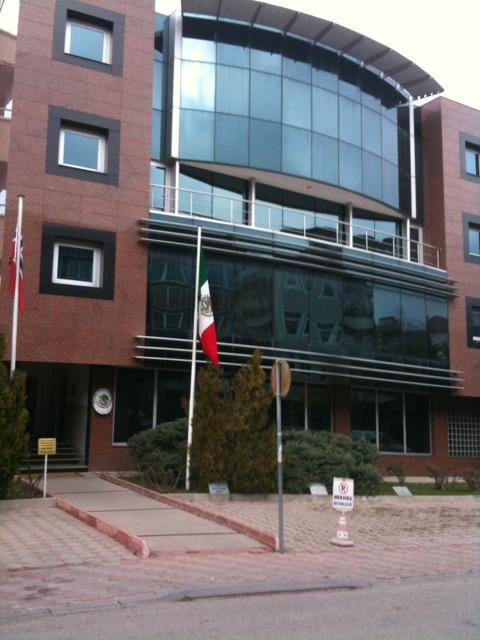
السفارة النرويجية في أنقرة

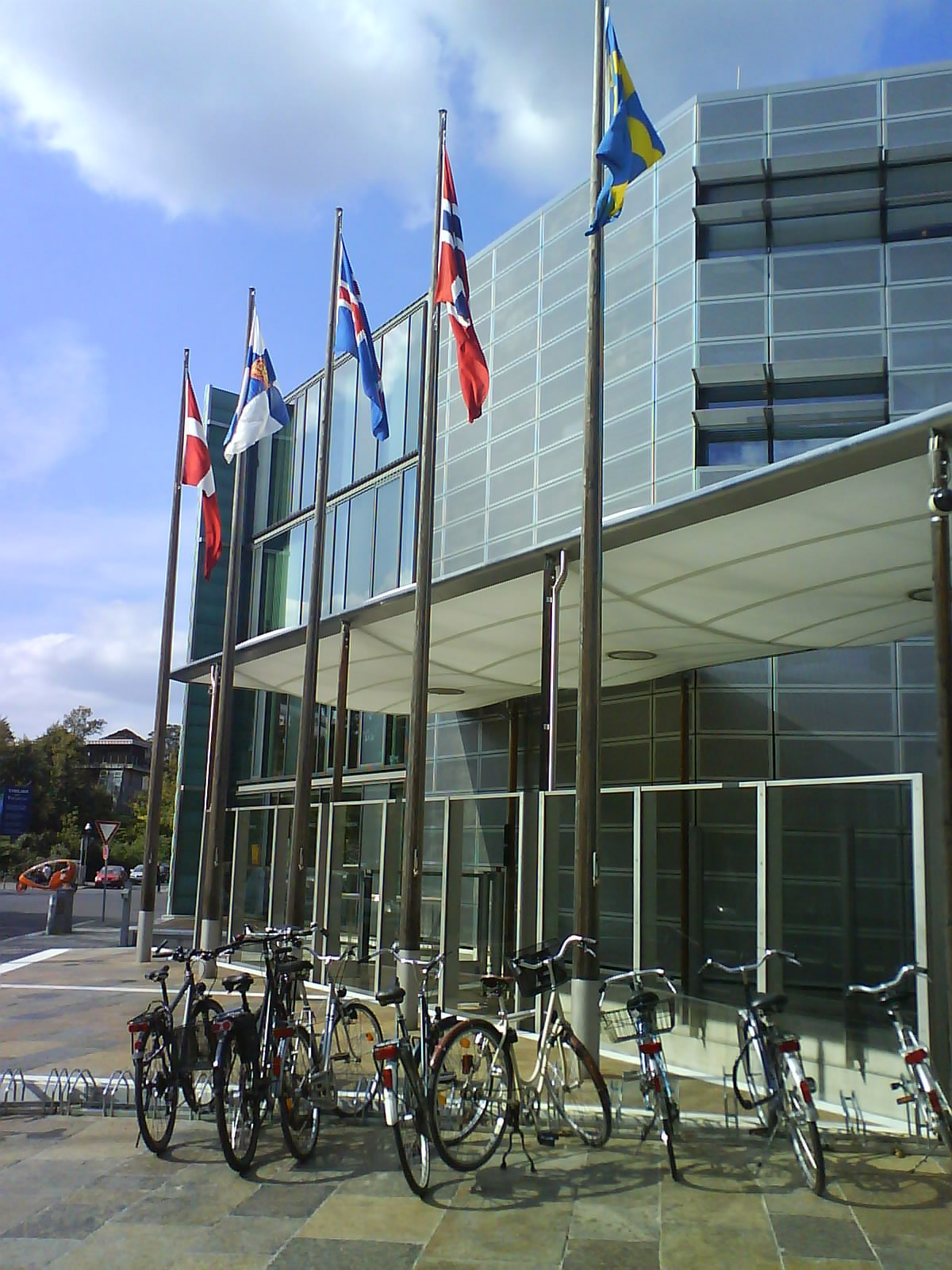
السفارة النرويجية في برلين

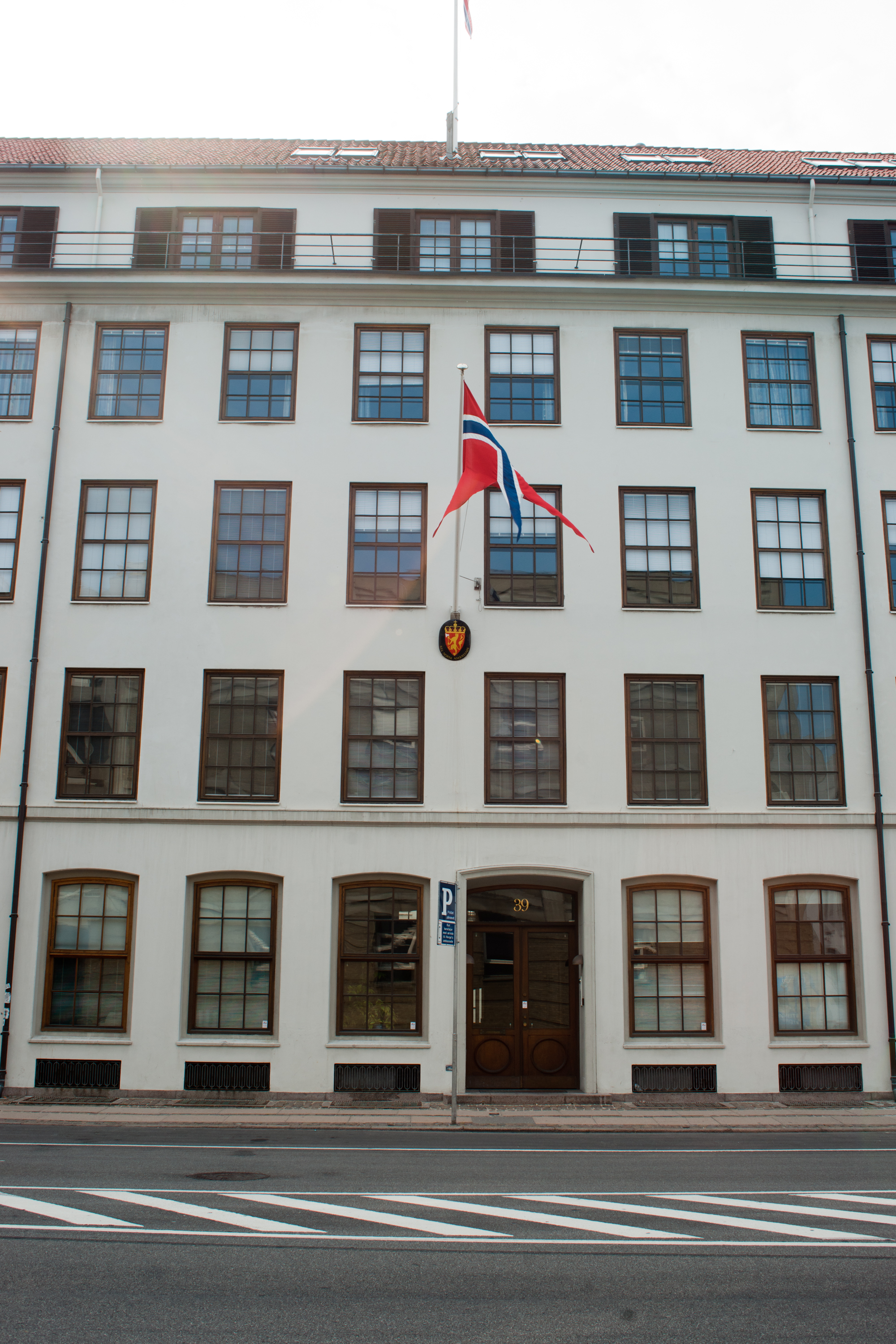
السفارة النرويجية في كوبنهاغن

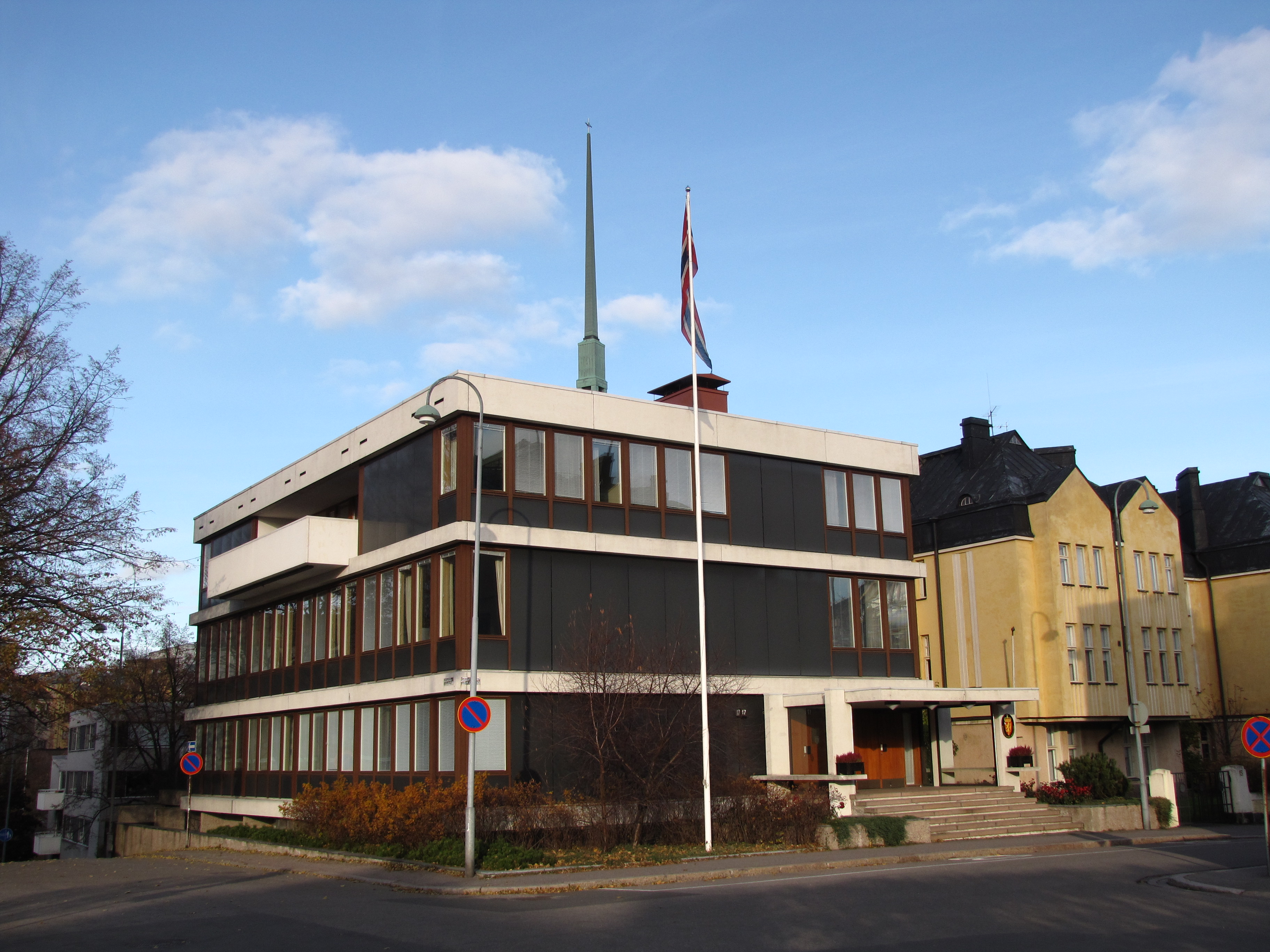
السفارة النرويجية في هلسنكي

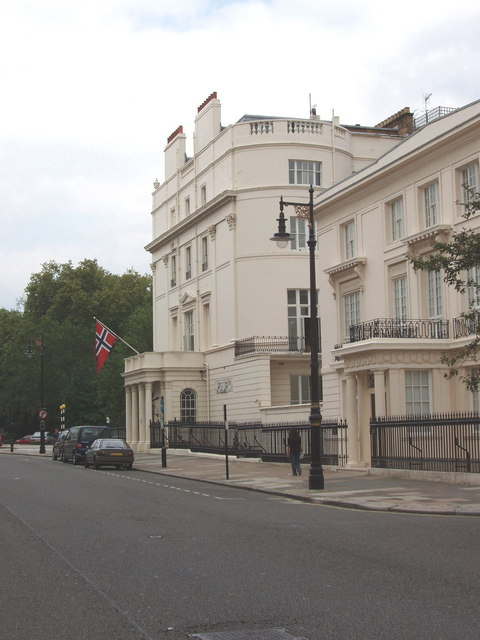
السفارة النرويجية في لندن

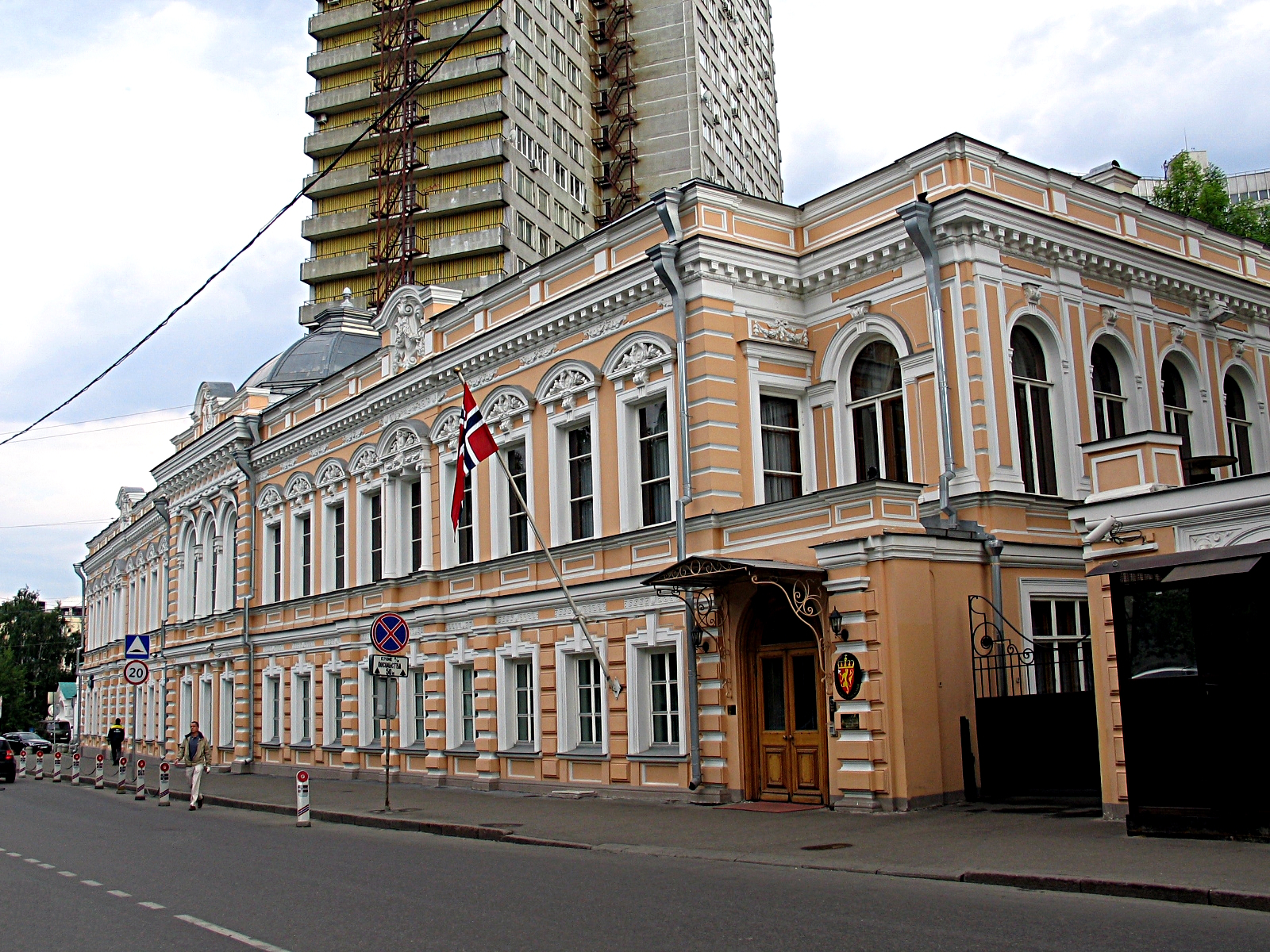
السفارة النرويجية في موسكو

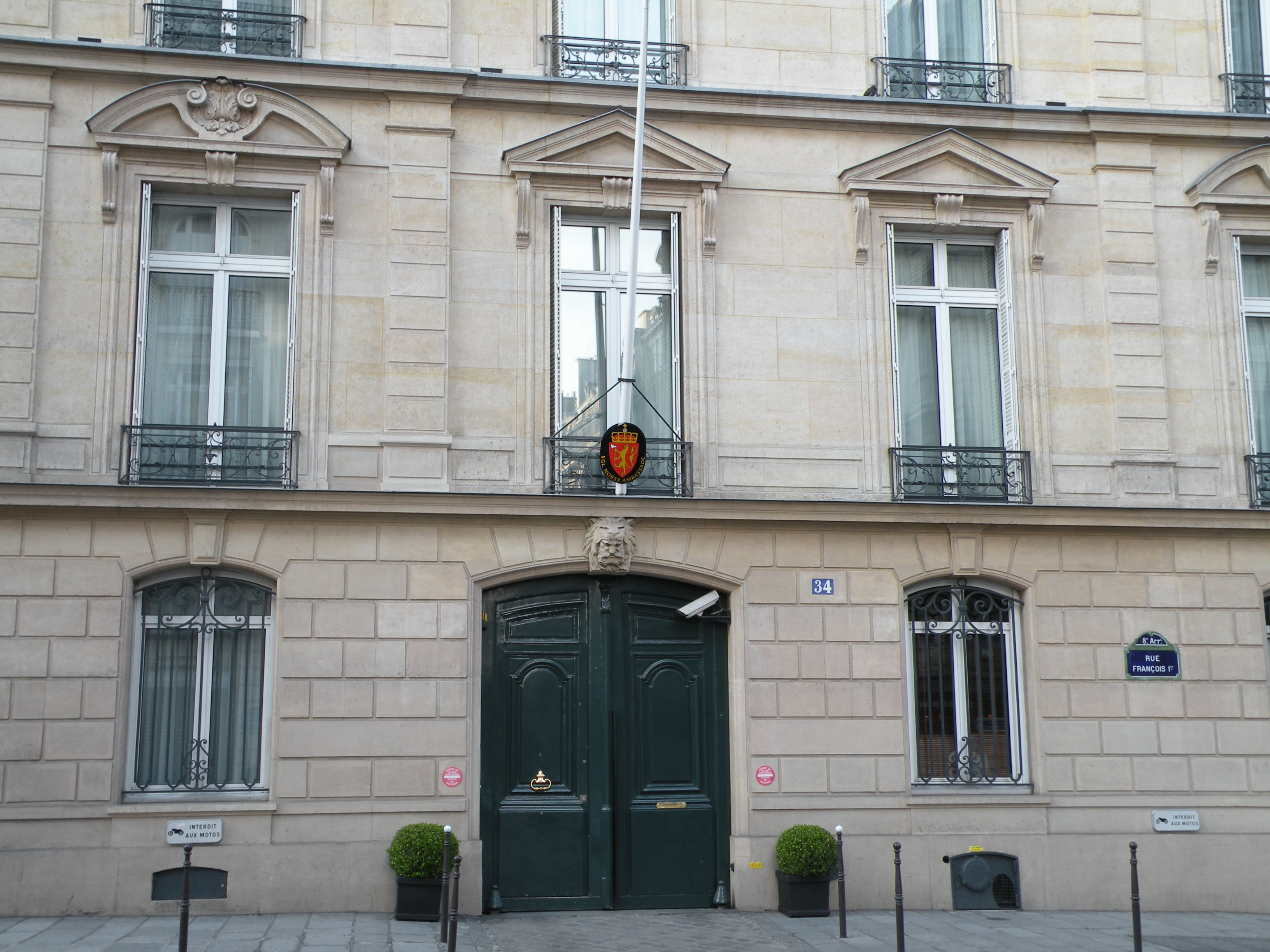
مقر السفارة النرويجية في باريس

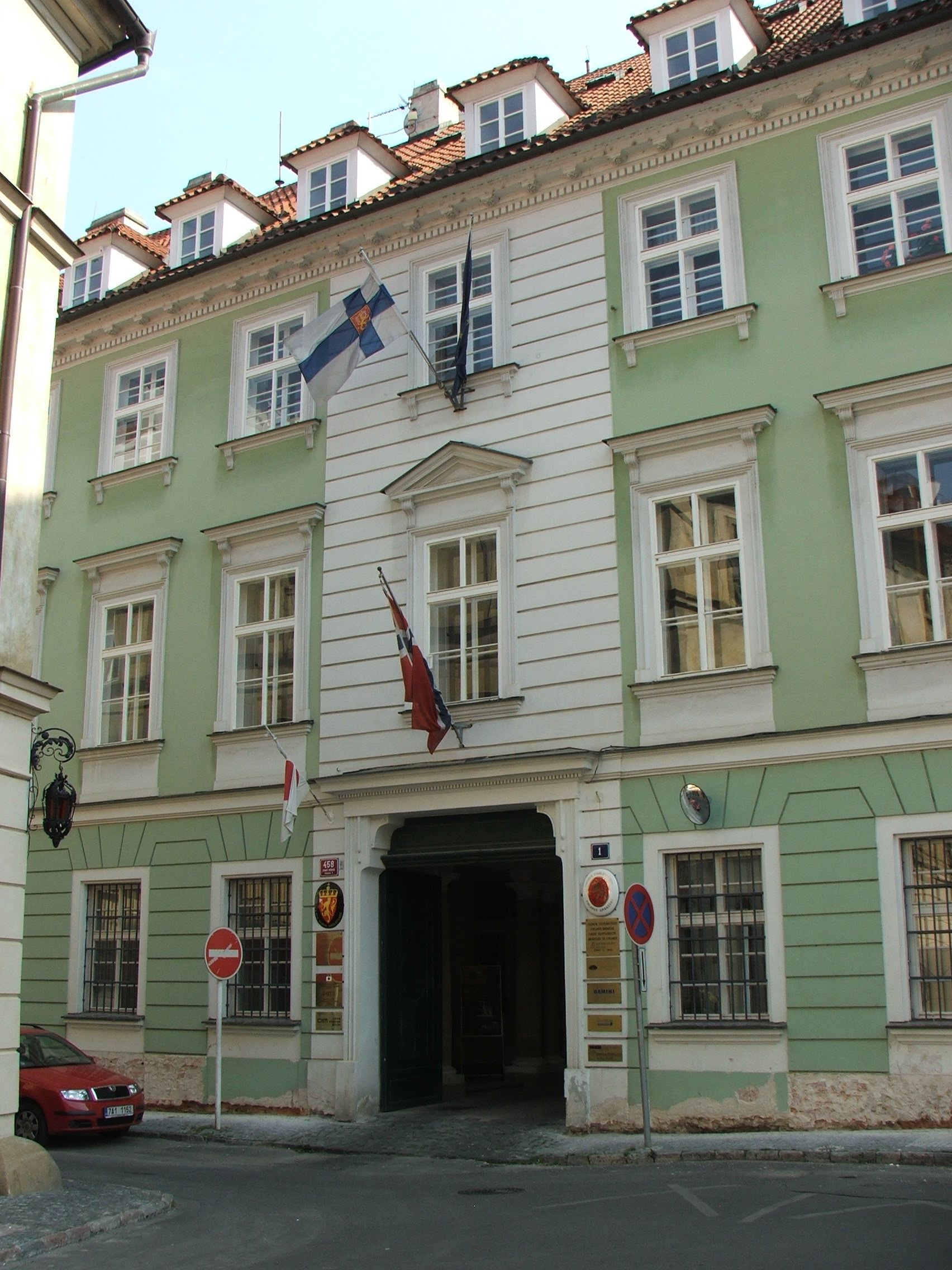
السفارة النرويجية في براغ

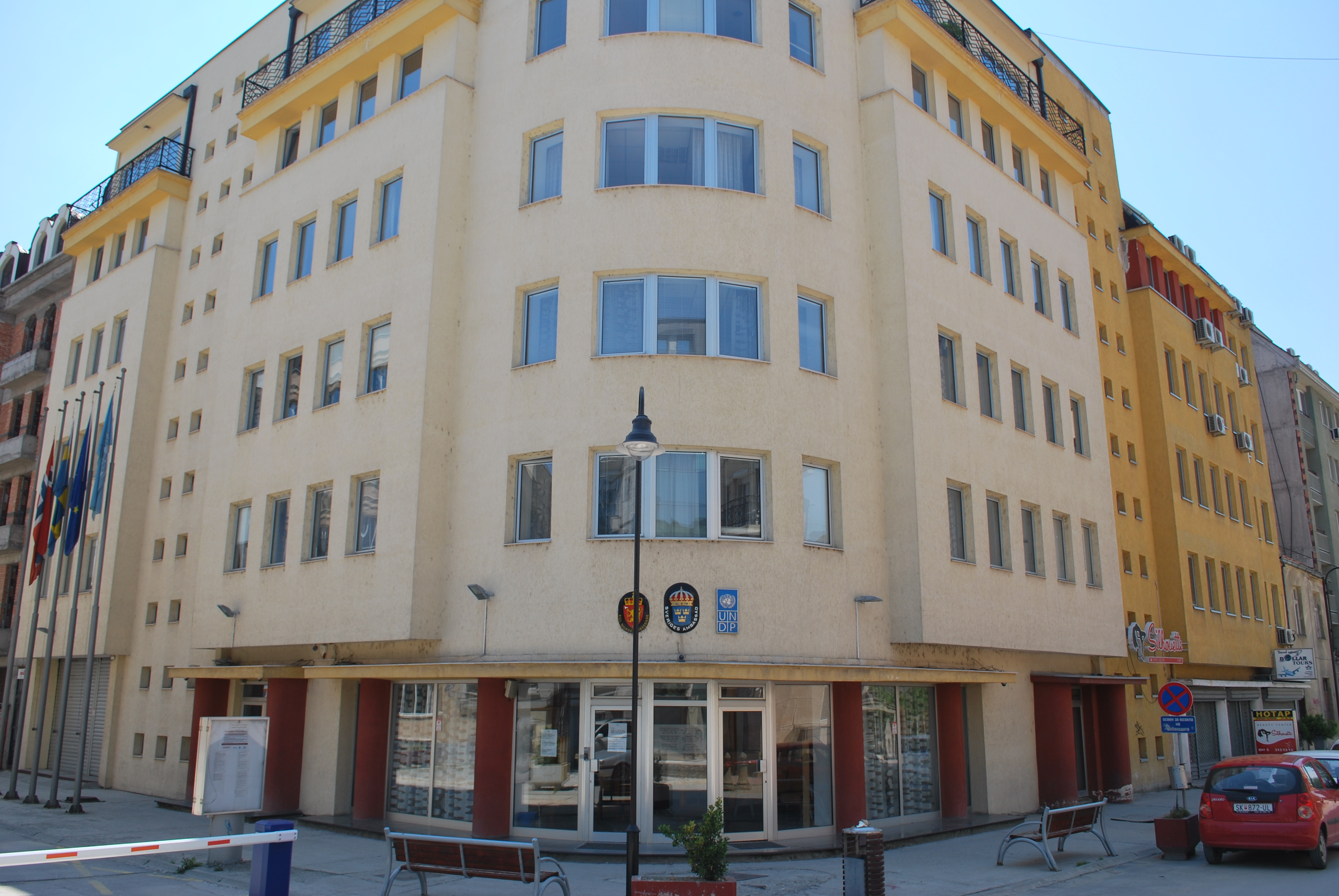
السفارة النرويجية في سكوبيه

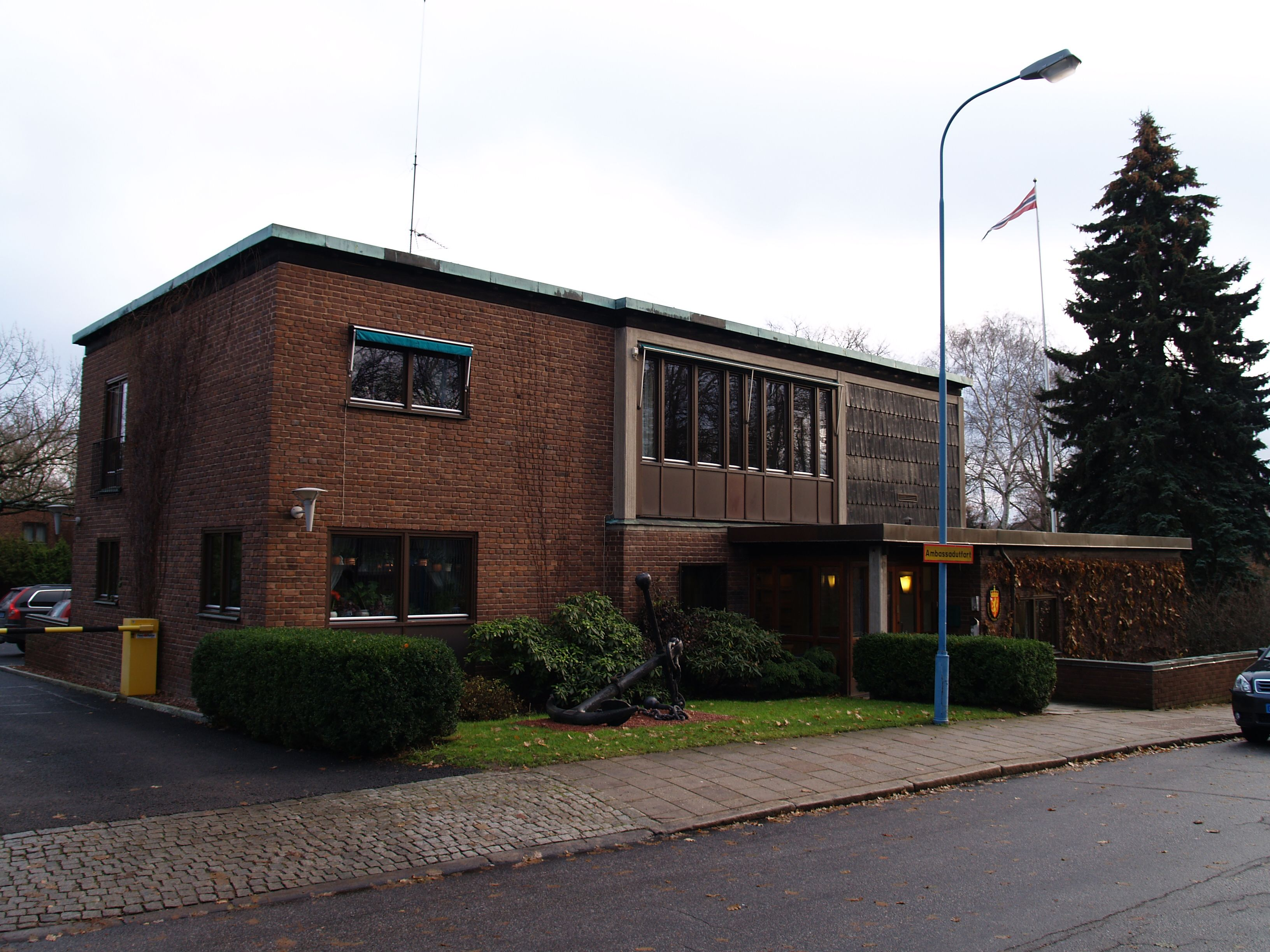
السفارة النرويجية في ستوكهولم

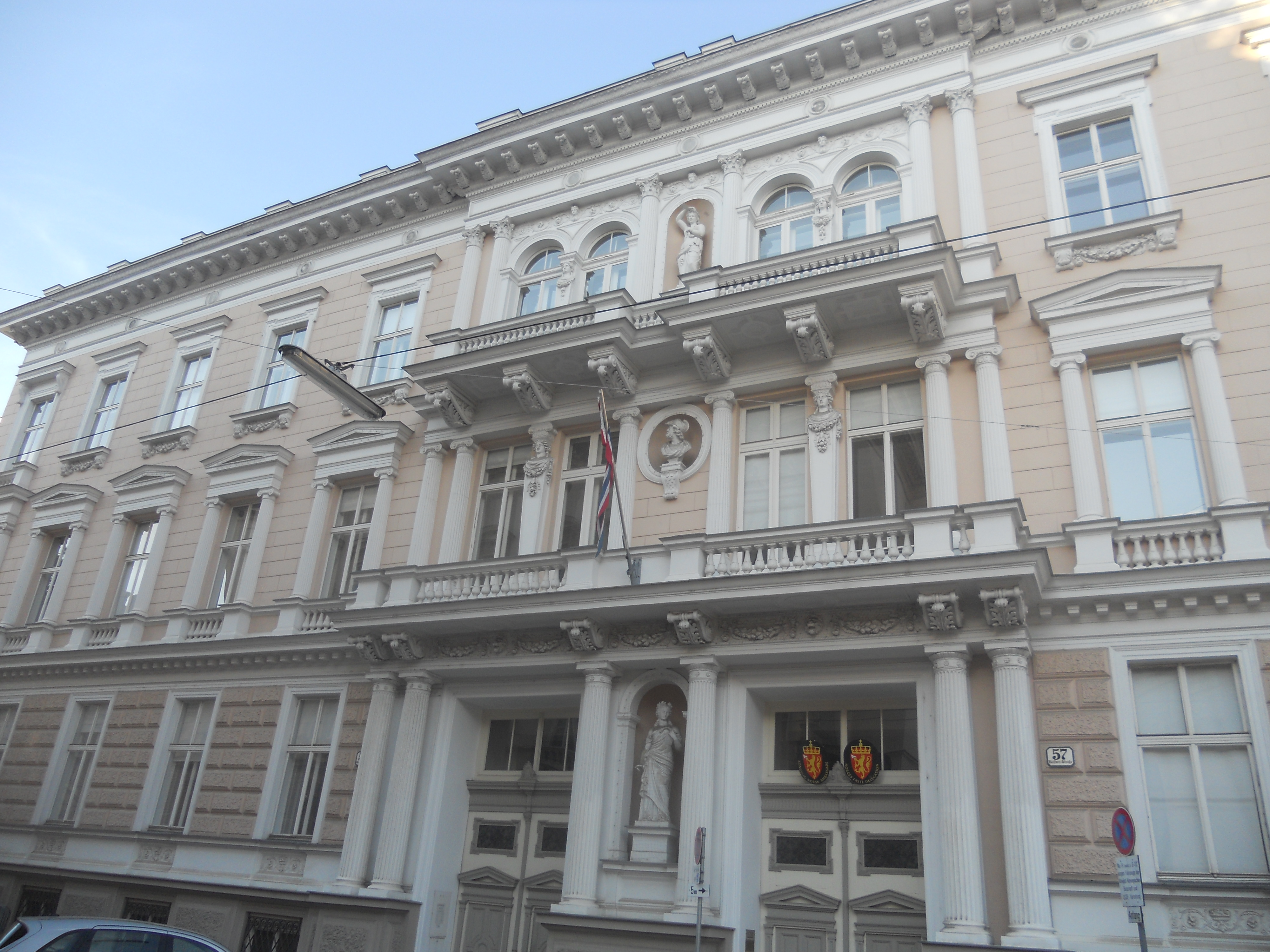
السفارة النرويجية في فيينا

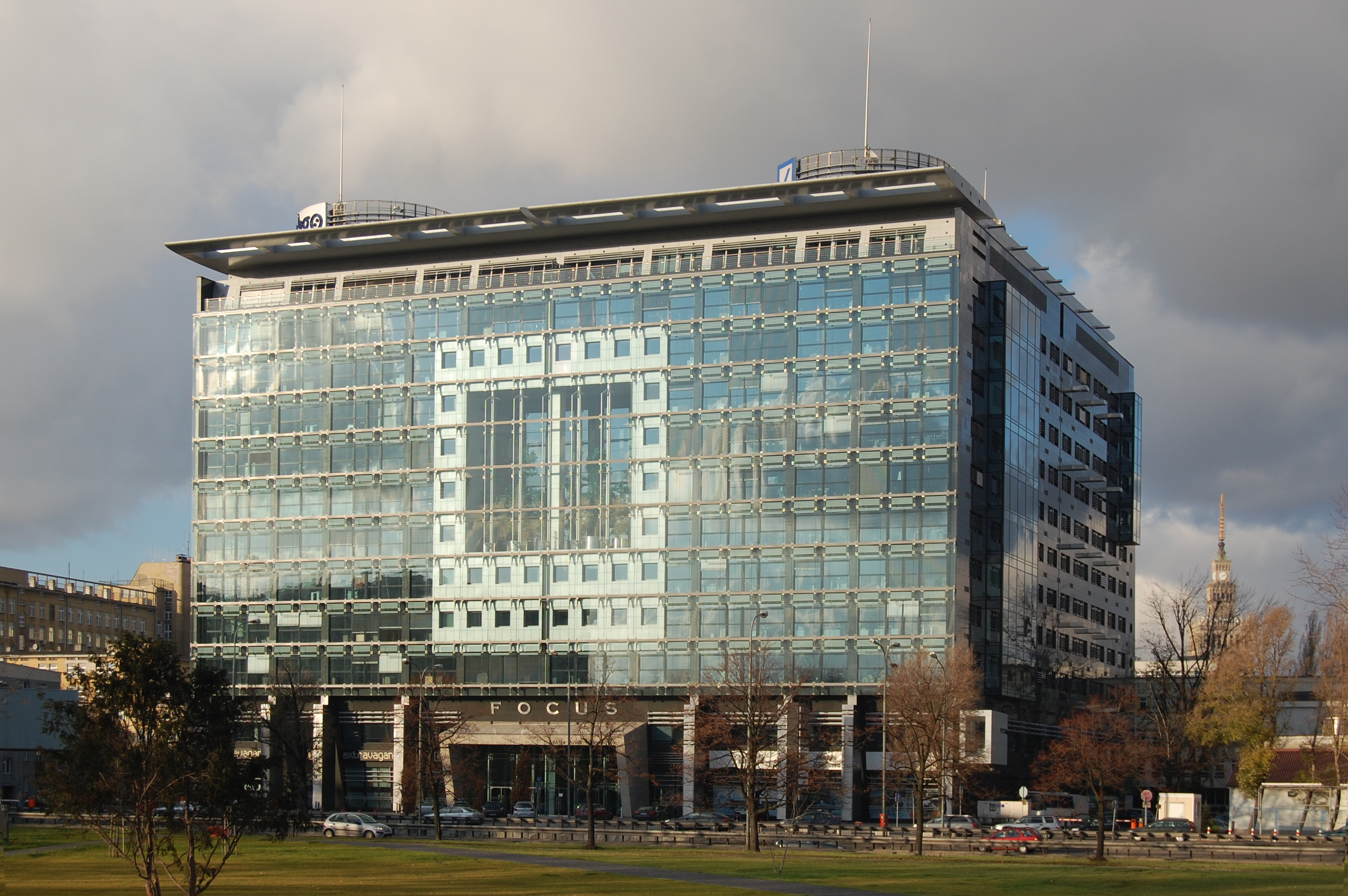
السفارة النرويجية في وارسو

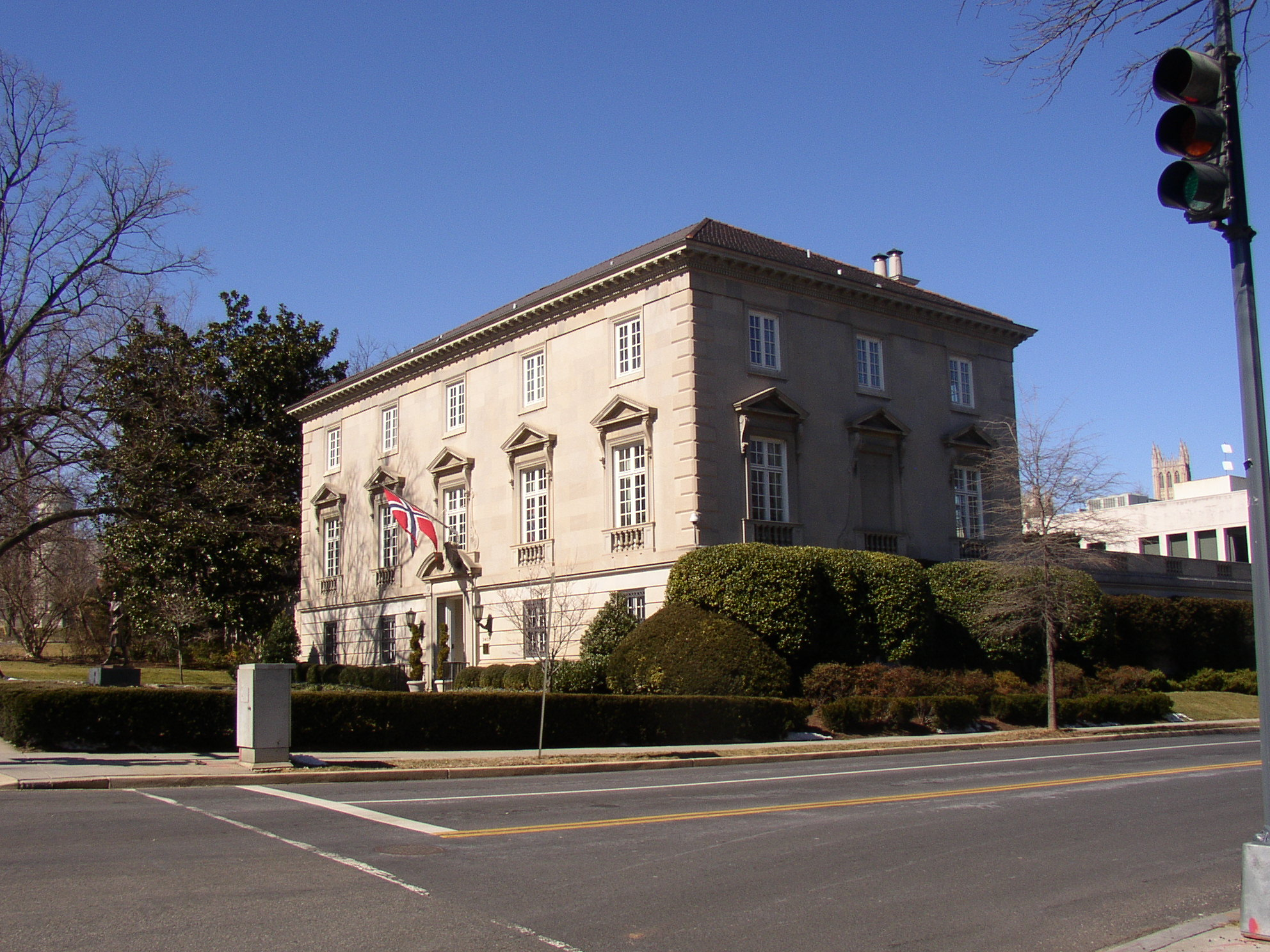
السفارة النرويجية في واشنطن العاصمة

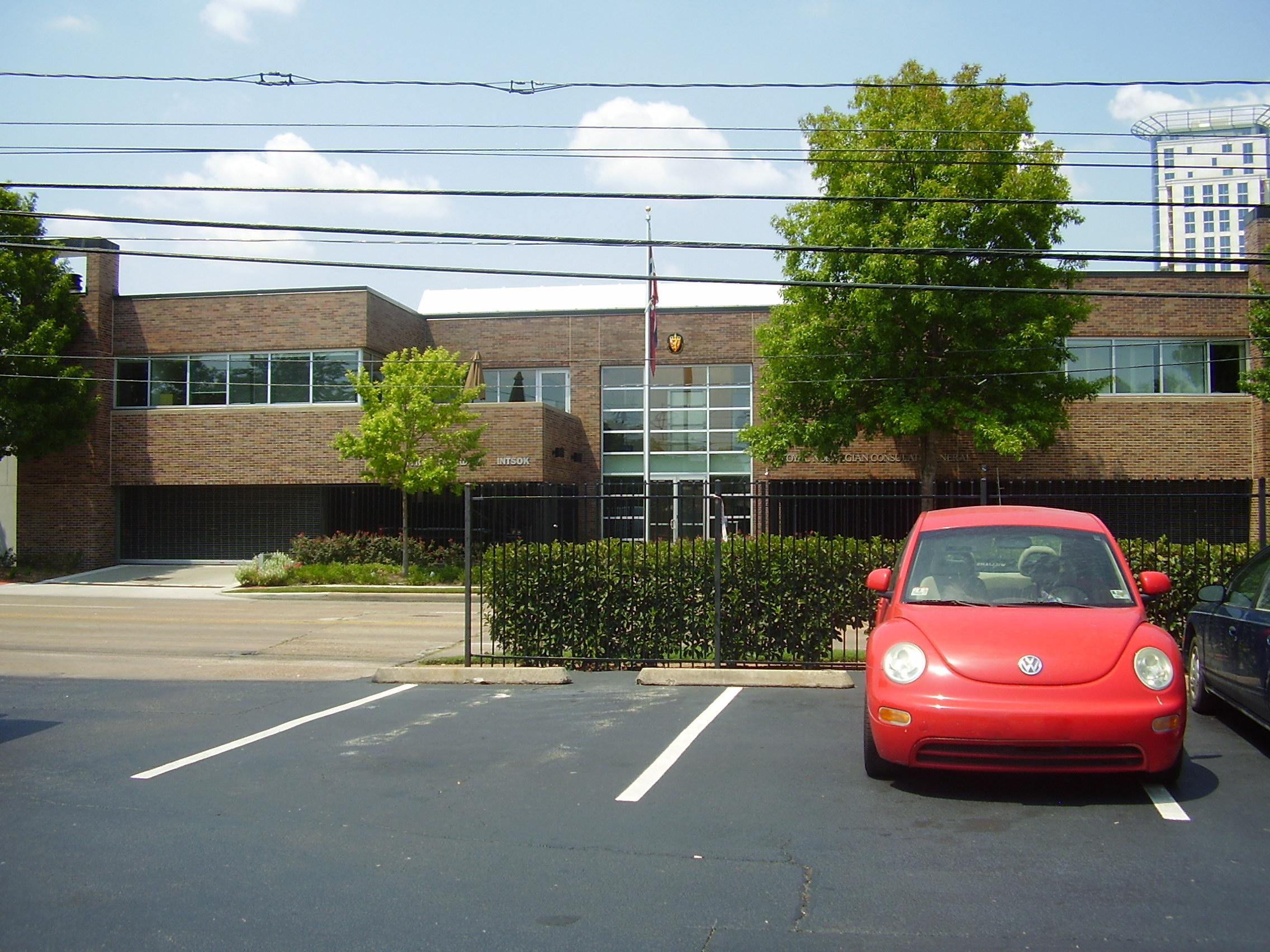
القنصلية العامة النرويجية في هيوستن

هذه قائمة بالبعثات الدبلوماسية النرويجية، باستثناء القنصليات الفخرية.

## أفريقيا
- الجزائر
  - الجزائر (سفارة)
- أنغولا
  - لواندا (سفارة)
- مصر
  - القاهرة (سفارة)
- إريتريا
  - أسمرة (سفارة)
- إثيوبيا
  - أديس أبابا (سفارة)
- غانا
  - أكرا (سفارة)
- كينيا
  - نيروبي (سفارة)
- مدغشقر
  - أنتاناناريفو (سفارة)
- مالاوي
  - ليلونغوي (سفارة)
- المغرب
  - الرباط (سفارة)
- موزمبيق
  - مابوتو (سفارة)
- نيجيريا
  - أبوجا (سفارة)
- جنوب أفريقيا
  - بريتوريا (سفارة)
- جنوب السودان
  - جوبا (سفارة)
- السودان
  - الخرطوم (سفارة)
- تنزانيا
  - دار السلام (سفارة)
- أوغندا
  - كامبالا (سفارة)
- زامبيا
  - لوساكا (سفارة)
- زيمبابوي
  - هراري (سفارة)

## الأمريكتين
- الأرجنتين
  - بوينس آيرس (سفارة)
- البرازيل
  - برازيليا (سفارة)
  - ريو دي جانيرو (قنصلية عامة)
- كندا
  - أوتاوا (سفارة)
  - مونتريال (قنصلية عامة)
  - تورونتو (قنصلية عامة)
  - فانكوفر (قنصلية عامة)
- تشيلي
  - سانتياغو (سفارة)
- كولومبيا
  - بوغوتا (سفارة)
- كوبا
  - هافانا (سفارة)
- غواتيمالا
  - مدينة غواتيمالا (سفارة)
- المكسيك
  - مدينة مكسيكو (سفارة)
- الولايات المتحدة
  - واشنطن العاصمة (سفارة)
  - هيوستن (قنصلية عامة)
  - نيويورك (قنصلية عامة)
  - سان فرانسيسكو (قنصلية عامة)

## آسيا
- أفغانستان
  - كابل (سفارة)
- أذربيجان
  - باكو (سفارة)
- بنغلادش
  - داكا (سفارة)
- بورما
  - يانغون (سفارة)
- جمهورية الصين الشعبية
  - بكين (سفارة)
  - قوانتشو (قنصلية عامة)
  - شانغهاي (قنصلية عامة)
- الهند
  - نيودلهي (سفارة)
- إندونيسيا
  - جاكارتا (سفارة)
- إيران
  - طهران (سفارة)
- العراق
  - بغداد (سفارة)
- إسرائيل
  - تل أبيب (سفارة)
- اليابان
  - طوكيو (سفارة)
- الأردن
  - عمان (سفارة)
- كازاخستان
  - أستانا (سفارة)
- كوريا الجنوبية
  - سيئول (سفارة)
- لبنان
  - بيروت (سفارة)
- ماليزيا
  - كوالالمبور (سفارة)
- نيبال
  - كاتماندو (سفارة)
- باكستان
  - إسلام آباد (سفارة)
- السلطة الوطنية الفلسطينية
  - رام الله (مكتب تمثيلي)
- الفلبين
  - مانيلا (سفارة)
- السعودية
  - الرياض (سفارة)
  - جدة (قنصلية عامة)
- سنغافورة
  - سنغافورة (سفارة)
- سريلانكا
  - كولومبو (سفارة)
- تايلاند
  - بانكوك (سفارة)
- تركيا
  - أنقرة (سفارة)
  - إسطنبول (قنصلية عامة)
- الإمارات العربية المتحدة
  - أبوظبي (سفارة)
- فيتنام
  - هانوي (سفارة)

## أوروبا
- النمسا
  - فيينا (سفارة)
- بلجيكا
  - بروكسل (سفارة)
- البوسنة والهرسك
  - ساراييفو (سفارة)
- بلغاريا
  - صوفيا (سفارة)
- كرواتيا
  - زغرب (سفارة)
- جمهورية التشيك
  - براغ (سفارة)
- الدنمارك
  - كوبنهاغن (سفارة)
- إستونيا
  - تالين (سفارة)
- فنلندا
  - هلسنكي (سفارة)
- فرنسا
  - باريس (سفارة)
- ألمانيا
  - برلين (سفارة)
  - هامبورغ (قنصلية عامة)
  - دوسلدورف (قنصلية)
- اليونان
  - أثينا (سفارة)
- المجر
  - بودابست (سفارة)
- آيسلندا
  - ريكيافيك (سفارة)
- أيرلندا
  - دبلن (سفارة)
- إيطاليا
  - روما (سفارة)
- كوسوفو
  - بريشتينا (سفارة)
- لاتفيا
  - ريغا (سفارة)
- ليتوانيا
  - فيلنيوس (سفارة)
- مقدونيا
  - سكوبيه (سفارة)
- هولندا
  - لاهاي (سفارة)
  - روتردام (قنصلية عامة)
- بولندا
  - وارسو (سفارة)
- البرتغال
  - لشبونة (سفارة)
- رومانيا
  - بوخارست (سفارة)
- روسيا
  - موسكو (سفارة)
  - سانت بطرسبرغ (قنصلية عامة)
  - مورمانسك (قنصلية)
- صربيا
  - بلغراد (سفارة)
- سلوفاكيا
  - براتيسلافا (سفارة)
- إسبانيا
  - مدريد (سفارة)
  - برشلونة (قنصلية عامة)
  - أليكانتي (قنصلية)
- السويد
  - ستوكهولم (سفارة)
- سويسرا
  - برن (سفارة)
  - جنيف (قنصلية عامة)
  - زيوريخ (قنصلية عامة)
- أوكرانيا
  - كييف (سفارة)
- المملكة المتحدة
  - لندن (سفارة)

## أوقيانوسيا
- أستراليا
  - كانبرا (سفارة)

## منظمات متعددة الأطراف
- بروكسل (بعثة لدى الاتحاد الأوروبي)
- بروكسل (وفد دائم لدى الناتو)
- جنيف (بعثة دائمة لدى الأمم المتحدة ومنظمات دولية أخرى)
- نيويورك (بعثة دائمة لدى الأمم المتحدة)
- باريس (بعثات دائمة لدى منظمة التعاون الاقتصادي والتنمية واليونسكو)
- ستراسبورغ (بعثة لدى مجلس أوروبا)
- فيينا (بعثة دائمة لدى منظمة الأمن والتعاون في أوروبا)